# John Gould Fletcher
John Gould Fletcher, né le 3 janvier 1886 à Little Rock en Arkansas et mort le 10 mai 1950, est un poèteimagiste américain.
Premier poète du sud des États-Unis à avoir gagné un Prix Pulitzer, il est aussi considéré comme une autorité sur le sujet de la peinture moderne. 

## Biographie
John Gould Fletcher est né à Little Rock en Arkansas dans une famille socialement importante. Après être allé au lycée Phillips Academy à Andover, il poursuit ses études à l’Université Harvard de 1903 à 1907, avant d’abandonner rapidement après la mort de son père.
Il vit en Angleterre une grande partie de sa vie. Quand il est en Europe on l’a notamment associé à Amy Lowell, Ezra Pound et d’autres poètes du mouvement imagiste. Il est l’un des six poètes imagistes à s’être qualifié ainsi jusqu’à l’accomplissement de leur œuvre.
Fletcher a notamment entamé une liaison avec Florence Emily « Daisy » Arbuthnot (née Goold) dans sa maison du Kent. Elle était mariée à Malcolm Arbuthnot et sa liaison avec Fletcher entraîna son divorce. Le couple s’est marié le 5 juillet 1916, un mariage qui resta sans enfants bien que les enfants de Florence issus de sa précédente union demeurèrent avec le couple, qui finit par divorcer.
Le 18 janvier 1936, Fletcher se marie à Charlie May Simon, une auteure de livres pour enfant. Ils ont tous les deux construit « Johnswood », une maison entre les montagnes de la rivière Arkansas non loin de Little Rock. Ils voyagent beaucoup à New York, pour tout ce qui concerne la stimulation intellectuelle et dans l’Ouest et le Sud des États-Unis, pour le climat, après que Fletcher a développé une arthrite chronique.
En 1913, Ezra Pound dans sa revue New Freewoman fait son éloge pour l’individualité du rythme de son premier recueil de poème. Ces travaux incluent Sand and Spray (1915) et Goblin and Pagodas (1916). « Personne ne maîtrise le rythme des vers libres mieux que lui » a dit Amy Lowell en parlant de lui. Fletcher a notamment inventé le terme « prose polyphonique » pour décrire certains poèmes expérimentaux d’Amy Lowell, des proses qu’il a lui-même expérimenté dans Goblins and Pagodas. Il finit par retourner vers des formes poétiques plus traditionnels dans ses derniers travaux qui incluent notamment, The Black Rock (1928), Selected Poems (1938) pour lequel il a d’ailleurs gagner le Prix Pulitzer de la poésie en 1939, South Stars publié par Macmillan (1941) et The Burning Mountain (1946). 
Fletcher a ensuite déménagé en Arkansas pour se reconnecter à ses racines. Le sujet de ses travaux s’est petit à petit tourné vers les problèmes que rencontraient le sud des États-Unis à l’époque et le traditionalisme.
Entre la fin des années 1920 et 1930, il se réunit avec un groupe d’écrivains et poètes des États-Unis du sud connus sous le nom de Southern Agrarians. Ce groupe publia le manifeste agraire classique I'll Take My Stand, un recueil d'essais rejetant la modernité et l'industrialisme. En 1937 il écrit son autobiographie nommée Life is My Song, et en 1947, Arkansas, une histoire sur son État d'origine. 
Fletcher souffrait de dépression et le 10 mai 1950, il se suicide en se noyant dans un étang près de chez lui. Il est enterré au cimetière historique Mount Holly a Little Rock et une  aile du Central Arkansas Library System (en) a été nommée à son nom.
Johnswood (en) sa maison à Little Rock, est inscrite au Registre national des lieux historiques.

## Œuvre
- Irradiations Sand and Spray, Boston, Houghton Mifflin Co., 1915
- Goblins and Pagodas, Boston, Houghton Mifflin Co., 1916
- Japanese Prints, Four Seas, 1918, LC 18017484
- The Tree of Life, Londres, Chattus Windus, 1918
- Breakers and Granite', New York, MacMillan Co., 1921
- Paul Gauguin, His Life and Art, N. L. Brown, 1921, LC 20114210
- Preludes and Symphonies, Macmillan, 1930  (ISBN 978-1-4255-0347-5)
- Life Is My Song: The Autobiography Of John Gould Fletcher, Farrar & Rinehart, 1937  (ISBN 978-0-404-17098-1)
- South Star, New York, MacMillan Co., 1941